# Министерство развития общин и территорий Украины
Министерство развития общин и территорий Украины (укр. Міністерство розвитку громад та територій України) — государственный орган исполнительной власти Украины, деятельность которого направляется и координируется Кабинетом министров Украины. Министерство возглавляет министр развития общин и территорий Украины, которого назначает на должность Верховная Рада Украины в установленном законодательством порядке.
Министерство Украины входит в систему органов исполнительной власти и является главным органом в системе центральных органов исполнительной власти по формированию и обеспечению реализации государственной жилищной политики и политики в сфере строительства, архитектуры, градостроительства и жилищно-коммунального хозяйства.
Создано 29 августа 2019 года в правительстве Гончарука путём реформирования Министерства регионального развития, строительства и жилищно-коммунального хозяйства Украины.

## Задачи
В задачи Министерства входит формирование и реализация:
- государственной региональной политики;
- государственной жилищной политики;
- политики в сфере строительства, архитектуры, градостроительства, жилищно-коммунального хозяйства;
- государственной политики в сфере архитектурно-строительного контроля и надзора, контроля в сфере жилищно-коммунального хозяйства, в сфере эффективного использования топливно-энергетических ресурсов, энергосбережения, возобновляемых источников энергии и альтернативных видов топлива;
- обеспечение технического регулирования в сфере строительства, градостроительства, промышленности строительных материалов, жилищно-коммунального хозяйства.

## Руководство
Министр — Алексей Чернышов. Первый заместитель министра — Василий Лозинский.
- Заместитель министра — Вячеслав Негода[5].
- Заместитель министра — Наталья Хоцяновская[6].
- Заместитель министра — Наталья Козловская[7].
- Заместитель министра — Иван Лукеря[8].
- Заместитель министра по вопросам европейской интеграции — Игорь Корховой[9].
- Заместитель министра по вопросам цифрового развития, цифровых трансформаций и цифровизации — Александр Дудченко[10].
- Государственный секретарь министерства — Богдан Баласинович[11].

## Подчинённые органы
В ведении Министерства состоят:
- Государственная архитектурно-строительная инспекция Украины;
- Государственное агентство по энергоэффективности и энергосбережению Украины.